# Обов'язок мати посвідчення особи
Обов'язок мати посвідчення особи — визначена законом вимога мати документ, що посвідчує особу. Такий обов'язок існує у багатьох країнах світу як мінімум для дорослих людей, у деяких країнах вимога мати документ поширюється і на дітей. Обов'язок цей не належить плутати із вимогою завжди носити посвідчення особи з собою, що характерно для авторитарних та тоталітарних країн.

## Країни, де існує обов'язок посвідчення особи

### Бельгія
У Бельгії обов'язок мати посвідчення поширюється на людей від 15 років, а отримати його можна з 12 років.

### Іспанія
Всі, хто перебуває на території країни, незалежно від громадянства, зобов'язані завжди мати і носити з собою посвідчення особи. Недотримання цієї вимоги може призвести до арешту та накладення штрафу. Однак, оскільки Іспанія є популярним місцем відпочинку для мешканців усієї Європи, для туристів поліція часто обмежується усним попередженням.

### Нідерланди
Обов'язок посвідчення особи для громадян (Identificatieplicht) існує з 2005 року для всіх осіб від 14 років. Вимоги носити з собою документи в законі немає, але є вимога показати посвідчення на прохання поліції, що на практиці означає також обов'язок носіння посвідчення з собою. Невиконання обов'язку карається штрафом у 90 євро.

### Німеччина
Обов'язок посвідчення особи (нім. Ausweispflicht) існує для всіх осіб від 16 років, що мешкають у країні. Вимоги носити документи з собою немає, винятки є для тих, хто носить вогнепальну зброю, а також для робітників певних професій (офіціант, будівельник тощо) з метою боротьби з нелегальним працевлаштуванням. До 1989 року кожен мешканець Західного Берліна теж був зобов'язаний носити з собою документи, це вимагалося розпорядженням армій союзників ще з часів Другої Світової війни.
В разі контролю на вимогу поліції кожен зобов'язаний назвати своє ім'я, громадянство, адресу, дату та місце народження (якщо з собою немає документів).
У офіційних ситуаціях громадяни ЄС можуть посвідчувати особу за допомогою національних посвідчень у вигляді пластикової картки, інші іноземці — лише за допомогою паспорта.
Водійське посвідчення не є документом, що посвідчує особу. Іноземці, що мешкають у країні та втратили свій паспорт, можуть звернутися до поліції та отримати тимчасовий паспорт іноземця (Reisepass für Ausländer), якщо швидке отримання нового документу не є можливим.

### Україна
Кожному громадянину України, що досяг 14 років, видається паспорт громадянина України. І хоча немає покарання за неволодіння цим документом, неможливо в інший спосіб офіційно посвідчити свою особу (відкрити банківський рахунок, влаштуватися на роботу, купити автомобіль), тому обов'язок посвідчення особи в Україні існує де-факто.
Проте під час воєнного стану, оголошеного у 2022 році такий обов'язок було закріплено де-юре: всі українці незалежно від віку та статі в умовах воєнного стану повинні мати документи, які ідентифікують особу. При цьому, документами, що ідентифікують особу, окрім паспорта громадянина України, можуть бути паспорт громадянина України для виїзду за кордоном, посвідчення водія тощо.
Громадянин України, якому не виповнилося 14 років, зазвичай посвідчують свою особу за допомогою свідоцтва про народження.

### Франція
Під час Другої світової лояльний нацистам режим Віші ввів обов'язок мати картку посвідчення особи (carte d'identité des Français), в якій євреї мали позначку червоними літерами, що допомогло організувати їх масову депортацію до таборів смерті. По війні обов'язок було скасовано, а з 1955 року введено необов'язкове посвідчення особи для всіх мешканців Франції та Алжиру.
Як і в Україні, хоча громадянам мати посвідчення особи (carte d'identite) не обов'язково, немає альтернативного способу посвідчити особу (і французьке громадянство) у офіційних ситуаціях.

## Країни, де немає обов'язку мати посвідчення особи

### Австралія
У 1985 році була спроба ввести єдине посвідчення особи для громадян та іноземців, що мешкають у країні — «австралійську картку» (Australia Card). Однак через численні протести від цієї картки відмовилися. Зараз особу можна посвідчити за допомогою водійських прав та податкового номера (Tax File Number).

### Австрія
У Австрії можна офіційно посвідчити свою особу без документів у присутності свідків. Такий свідок називається «свідком ідентичності» (Identitäszeuge). На практиці, як і в Україні, більшість людей виробляють собі посвідчення особи (Personalausweis), що дозволяє також подорожувати по країнах Європейської Спільноти.

### Велика Британія та Ірландія
У Британії не тільки немає обов'язку мати документи, але й в принципі відсутнє національне посвідчення. Це означає, що для подорожі в континентальну Європу необхідно виробити паспорт, тоді як громадяни континентальних країн ЄС можуть їздити до Британії за національним посвідчення, без паспорту.
У офіційних ситуаціях особу можна посвідчити за допомогою паспорту або водійського посвідчення. У Ірландії також існує Age Card, що використовується для підтвердження віку та видається поліцією (Garda).
Громадяни Великої Британії також можуть без документів відвідувати Ірландію (і навпаки, ірландці Британію), оскільки між цими країнами немає прикордонного контролю.

### США
Обов'язок посвідчення особи (у деяких штатах — обов'язок носити документи з собою) стосується лише іноземців. Брехливе ствердження американського громадянства (false claim of citizenship) є федеральним злочином і призводить до тюремного ув'язнення та депортації, а перевіряється це де-факто за здатністю говорити англійською мовою без акценту.
Однак дуже важко жити в країні без власного автомобіля, у всіх є водійське посвідчення, яке і виконує функцію посвідчення особи у офіційних ситуаціях. Крім того, людину ідентифікують за номером соціального страхування (Social Security Number, SSN). Хто не має посвідчення водія, може у багатьох штатах отримати його аналог, що не дає права керувати автомобілем, але дозволяє посвідчити особу (Liquor ID).

### Швейцарія
У Швейцарії, як і в США, людину можна однозначно ідентифікувати за номером соціального страхування (AHV-Nummer). Для подорожей по Європі, як і в Австрії, можна отримати посвідчення у вигляді картки (Identitätskarte).